# Arac (rivière)
Pour les articles homonymes, voir Arac.
L'Arac est une rivière du sud-ouest de la France qui coule dans le département de l'Ariège. C'est un affluent du Salat en rive droite, c'est-à-dire un sous-affluent de la Garonne.

## Géographie
De 27,2 km de longueur, l'Arac prend sa source en Ariège, dans les Pyrénées, au niveau du pic des Trois-Seigneurs. Dès sa naissance, il adopte la direction de l'ouest, qu'il ne quitte pas tout au long de son parcours de 27 kilomètres. Il se jette dans le Salat en rive droite, à Soulan, en amont de Saint-Girons, au niveau du lieu-dit Kercabanac.

## Départements et communes traversés
- Ariège : le Port, Massat, Biert, Castet d'Aleu, Soulan

## Principaux affluents
- Ruisseau de Courtignou : 9,2 km
- Ruisseau de Liers ou Ruisseau d'Aroulac : 10 km
- Ruisseau de Boulat : 4,5 km
- Ruisseau de Bagen : 7,4 km
- Ruisseau d'Ornas : 6,3 km
- Ruisseau d'Aleu : 5,4 km
- Ruisseau de Regudé : 4,7 km

## Hydrologie
Le débit de l'Arac a été observé durant une période de 46 ans (1962-2007), à Soulan, localité du département de l'Ariège située au niveau de son confluent avec le Salat. La surface comprise dans ces observations est de 169 km2, soit la quasi-totalité du bassin versant de la rivière.
Le module de la rivière à Soulan est de 6,11 m3/s.
L'Arac présente des fluctuations saisonnières de débit importantes. Son régime est principalement nival, avec une composante pluviale assez importante. Les hautes eaux se caractérisent par un double sommet, le premier, très léger, se produit en décembre et correspond aux pluies de fin d'automne (débit mensuel moyen de 7,51 m3/s). En janvier survient une légère baisse qui se continue en plateau au mois de février (respectivement 7,1 et 7,3 m3/s). Ce phénomène est dû au fait qu'une part plus importante des précipitations est retenue sous forme de neige dans la montagne. Au mois de mars, le débit remonte et le second sommet bien plus important que le premier débute alors. Il se déroule au printemps, en avril et en mai (avec un maximum en avril) et correspond surtout à la fonte des neiges. Il se caractérise par des débits mensuels moyens de 10,10 et 9,82 m3/s respectivement pour ces deux mois. En juin, le débit baisse fortement, jusqu'aux basses eaux (étiage) d'été-début d'automne, qui ont lieu de juillet à octobre inclus, entraînant une  baisse du débit mensuel moyen jusqu'à 2,72 m3/s au mois d'août, ce qui reste fort consistant. Mais les fluctuations peuvent être bien plus importantes sur de courtes périodes ou selon les années.
Aux étiages, le VCN3 peut chuter jusque 1,00 m3/s, en cas de période quinquennale sèche, ce qui n'est pas encore très sévère.
D'autre part, les crues peuvent être très importantes, comme c'est le cas de bien des cours d'eau de montagne, l'eau ayant tendance à dévaler rapidement. Les QIX 2 et QIX 5 valent respectivement 84 et 120 m3/s. Le QIX 10 est de 150 m3/s, le QIX 20 de 170 m3/s, tandis que le QIX 50 se monte à 200 m3/s.
Le débit instantané maximal enregistré à Soulan a été de 165 m3/s
le 3 décembre 1995, tandis que la valeur journalière maximale était de 148 m3/s le 19 mai 1977. Si l'on compare la première de ces valeurs à l'échelle des QIX de la rivière, cette crue était intermédiaire entre décennale et vicennale, et donc nullement exceptionnelle, car destinée à se répéter en moyenne tous les 15 ans environ.
L'Arac est une rivière de montagne très abondante. La lame d'eau écoulée dans son bassin versant est de 1 144 millimètres annuellement, ce qui est très élevé, plus de trois fois et demi supérieur à la moyenne d'ensemble de la France tous bassins confondus, chiffre du même ordre que ceux des autres affluents pyrénéens du Salat. C'est aussi trois fois supérieur à la moyenne du bassin de la Garonne (384 millimètres au Mas-d'Agenais). Le débit spécifique (ou Qsp) atteint 36,2 litres par seconde et par kilomètre carré de bassin.

## Homonymie
- Association républicaine des anciens combattants